# Xiphozele obscuripennis
Xiphozele obscuripennis är en stekelart som beskrevs av You och Zhou 1990. Xiphozele obscuripennis ingår i släktet Xiphozele och familjen bracksteklar. Inga underarter finns listade i Catalogue of Life.